# Piotr Portugalski
Piotr Portugalski, zwany też Piotr Konstabl lub Piotr V Aragoński (ur. ok. 1429, zm. 30 czerwca 1466 w Granollers) – król Aragonii i tym samym hrabia Barcelony w opozycji do Jana II w latach 1464–1466, konstabl Portugalii od 1443.

## Pochodzenie
Ojcem Piotra był Piotr, książę Coimbry (drugi syn króla Jana I Dobrego) konstabl Portugalii (najważniejsza osoba po królu), wielki mistrz Zakonu Avis, a także regent za małoletniości Alfonsa V Afrykańczyka. Jego matką była Izabela, hrabianka Urgell, córka hrabiego Urgell Jakuba II i Izabeli Aragońskiej, córki króla Aragonii Piotra IV Ceremonialnego oraz jego czwartej żony, Sybilli z Fortia. Piotr Konstabl był najstarszym ich potomkiem, jego młodszym rodzeństwem byli: Jan, książę Antiochii, Izabela de Coimbra, żona Alfonsa V, Jaime, kardynał i arcybiskup Lizbony, Beatrycze, żona Adolfa z Kleve oraz Filipa, mniszkę.

## Walki o pozycję w Portugalii
W 1443 roku, po śmierci infanta Diego (1425–1443) (syna Jana Konstabla i wnuka Jana I Dobrego), Piotr został za staraniem swego ojca wybrany konstablem Portugalii, co dawało mu realną władzę. Spodziewano się jednak, że konstablem zostanie wybrany Alfons, markiz Valença, jego brat cioteczny, syn Alfonsa, księcia Braganza i również wnuk Jana I (z nieprawego łoża). Ten wybór popsuł relacje między tymi częściami rodziny. Gdy w 1448 roku Alfons V wyszedł spod regencji, Alfons, książę Braganza, przekonał króla do anulowania wszystkich praw wydanych za regencji Piotra. Zaskutkowało to walkami, które miały kulminację w bitwie pod Alfarrobeira 20 maja 1449 roku. W potyczce zginął Piotr, książę Coimbry, a jego syn został wygnany do Kastylii. Pięć lat później Piotr Konstabl zawarł porozumienie  z królem i Alfonsem z Braganza, co pozwoliło mu powrócić do kraju i odzyskać dobra rodzinne. Dla przypieczętowania sukcesu pomógł Alfonsowi V w zdobyciu Alcácer Ceguer (1459) i Tangeru (1460).

## Król Aragonii
Panujący od 1458 roku Jan II Aragoński nie cieszył się poparciem społeczeństwa, zwłaszcza magnaterii i wyższych warstw. Przychylniejsze mu były niższe i średnie mieszczaństwo, miał także sojusznika w osobie króla Francji Ludwika XI. Wobec nieprzestrzegania pokoju z Vilafranca del Penedès (1461) i wkroczenia do Kastylii przez Jana II, Kortezy wypowiedziały mu posłuszeństwo. Królem został obwołany kastylijski monarcha Henryk IV Bezsilny, który jednak odmówił przyjęcia korony. Wobec tego kolejnym władcą w 1463 roku obwołano właśnie Piotra, w czym miała udział instytucja Consell de Cen (Konsylium Stu), a także komisja Diputacio del General w Kortezach. Jego legitymizacją do władzy miało być pochodzenie od Jakuba II, hrabiego Urgell od 1408 do 1413, który w 1410 roku starał się o koronę aragońską. Piotr Konstabl objął władzę jako Piotr V, jednak opanował tylko Katalonię, hrabstwo Barcelony i część Aragonii; nie objął kontrolowanej przez Jana II Walencji ani Balearów, ani południowych Włoch.
Po serii militarnych porażek, król zmarł w 1466 roku w Granollers w wyniku choroby, w walce bądź na skutek otrucia. Miał wówczas 36 lub 37 lat, a miejscem jego pochówku stał się kościół Santa Maria del Mar w Barcelonie. Po jego śmierci w 1466 opozycja w Aragonii zaoferowała koronę René I Andegaweńskiemu, wówczas hrabiemu Andegawenii, Prowansji, księciu Baru. Rene zakończył walkę o władzę w 1472 roku.

## Kwestia małżeństwa
Przy wsparciu swej ciotki, królowej burgundzkiej Izabeli, zaręczył się z Małgorzatą z Yorku, córką Ryszarda Plantageneta, 3. księcia Yorku, siostrą królów angielskich Edwarda IV i Ryszarda III. Piotr wysłał jej pierścionek zaręczynowy i kontrakt, lecz małżeństwo nie doszło do skutku. Małgorzata ostatecznie poślubiła syna Izabeli, księcia Burgundii Karola Zuchwałego. Piotr nie doczekał się potomstwa.